# Provincia Maritima Italorum
La Provincia Maritima Italorum era la provincia bizantina comprendente l'odierna Liguria.

## Storia

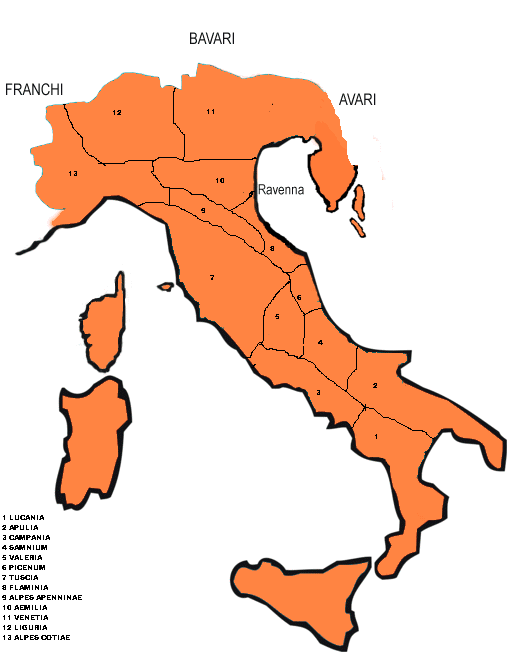
La prefettura del pretorio d'Italia, suddivisa in province.

La Liguria fu conquistata dai Bizantini nel 538, durante la guerra gotica (535-553), ma fu pacificata solo nel 554. Il territorio ligure continuò a far parte della provincia delle Alpi Cozie anche sotto la dominazione bizantina, come narrato da Paolo Diacono nella sua descrizione dell'Italia alla vigilia dell'invasione longobarda:
(Paolo Diacono, Historia Langobardorum, II, 16.)
Si ritiene che questa provincia fosse la sede di uno dei quattro ducati di frontiera bizantini posti a difesa dell'arco alpino: quello che presidiava le Alpi Graie e Cozie. Stando alle disposizioni della Prammatica Sanzione del 554, la provincia doveva essere governata da un governatore civile (Iudex provinciae) eletto dai vescovi e dai notabili.

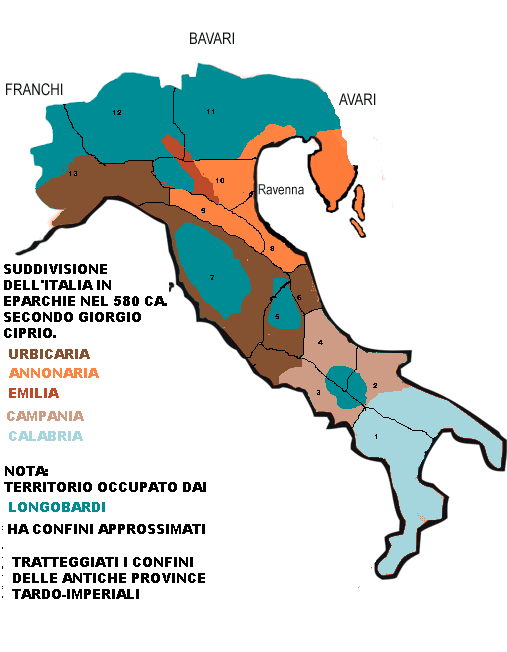
L'Italia nel 580, suddivisa in eparchie, secondo Giorgio Ciprio. Cartina basata sulla ricostruzione di PM Conti, non esente da critiche. In marrone scuro, l'eparchia Urbicaria.

Nel 569 i Longobardi conquistarono Milano e gran parte dell'Italia nord-occidentale, al punto che Paolo Diacono sostenne che ai Bizantini rimasero solo le città poste sul litorale ligure. Tuttavia sembra in realtà che i Longobardi nei loro primi anni di espansione in Italia abbiano occupato solo l'Italia transpadana (a nord del Po); Bisanzio poté dunque mantenere almeno inizialmente il possesso della Liguria e del basso Piemonte, mantenendo addirittura il possesso di alcune fortezze al di là del Po (Susa e Anagnia, cadute in mano franca nel 575-577, e l'Isola Comacina, conquistata da Autari solo nel 588). Nel frattempo, secondo almeno alcuni studiosi, la provincia delle Alpi Cozie sarebbe stata soppressa e accorpata, insieme ad altre province (le residue zone rimaste in mano ai Bizantini in Liguria, Tuscia, Valeria, Piceno e Campania settentrionale) nell'eparchia Urbicaria, intorno al 580. L'ipotesi si basa sulla Descriptio orbis Romani del geografo Giorgio Ciprio, redatta intorno al 610, che suddivide l'Italia bizantina in cinque eparchie. Gli studiosi Formentini e Conti ritengono che la sezione relativa all'Italia della Descriptio orbis romani descriva la suddivisione amministrativa dell'Italia bizantina intorno al periodo 578-580, e che l'aggregazione della costa ligure all'eparchia Urbicaria fosse una misura di emergenza, volta ad rendere più sicuro per Roma il controllo delle regioni costiere occidentali; essi sostengono che l'istituzione della Provincia Maritima Italorum fosse successiva a tale misura di emergenza. All'epoca, dunque, i Bizantini in Liguria e in Basso Piemonte controllavano ancora, secondo Giorgio Ciprio:
- Neapolis (Novara in Piemonte secondo il Conti, ma l'identificazione è controversa)
- Γὰραντα (Quadrata in Piemonte secondo il Conti, ma l'identificazione è controversa)
- Ventimiglia in Liguria
- Genova in Liguria
- Luni in Liguria

Altri studiosi (come il Cosentino), invece, hanno messo in dubbio l'esistenza di questa presunta riforma amministrativa, giudicando inattendibile la sezione relativa all'Italia dell'opera di Giorgio Ciprio, il quale, essendo molto probabilmente armeno, era verosimilmente poco informato sull'Italia e potrebbe aver preso o dedotto la suddivisione dell'Italia in cinque eparchie da fonti disorganiche non direttamente provenienti dalla cancelleria imperiale, risultando in una generale inattendibilità di quella sezione; d'altronde, tale suddivisione dell'Italia in cinque eparchie, a dire del Cosentino, risulterebbe anche andare in contrasto con quanto riferito da fonti coeve italiche, come l'epistolario di Papa Gregorio Magno e le epigrafi.
Intorno al 584 anche l'eparchia Urbicaria venne soppressa e la parte della Liguria rimasta bizantina assunse in seguito il nome di Provincia Maritima italorum, termine per la prima volta attestato dal geografo di fine VII secolo Anonimo Ravennate (le Epistole di Papa Gregorio Magno, invece, non menzionano alcuna provincia con questo nome). Scavi archeologici a Ventimiglia, Albenga e Luni hanno provato che i collegamenti marittimi tra la Liguria e le altre regioni rimasero intensi. Nel frattempo, sotto re Autari e successivamente con re Agilulfo, i Longobardi si espansero ulteriormente ed intorno al 599 conquistarono il Basso Piemonte, riducendo la Liguria bizantina alle coste intorno al 599 e tagliando la Liguria dal resto dell'Italia bizantina con la conquista in particolare delle fortezze di Bismantova e Suriano-Filattiera. Tanto l'entroterra longobardo si era avvicinato al litorale ligure bizantino che Papa Gregorio Magno scrisse di aver ricevuto la notizia della nascita del figlio di Agilulfo, Adaloaldo, da una missiva inviata poco distante da Genova.

I domini longobardi alla morte di Agilulfo (616)

Negli ultimi anni di regno di Agilulfo e sotto i suoi successori Adaloaldo e Arioaldo, i Longobardi mantennero la pace con i Bizantini, ma quando salì al trono re Rotari (636), questi perseguì una politica espansionistica contro Bisanzio. Nel 639 Rotari conquistò Oderzo e Altino nel Veneto e nel 643 tentò addirittura di conquistare Ravenna, scontrandosi presso il fiume Scultenna con l'esercito bizantino: Rotari vinse la battaglia, ma la vittoria non fu così risolutiva come la dipingono le fonti filolongobarde del tempo, dato che Rotari rinunciò alla presa di Ravenna e si diresse verso ovest, puntando verso la Liguria bizantina. 
Negli ultimi mesi del 643, Rotari conquistò tutta la Liguria bizantina:
(Fredegario, Cronaca, IV, 71.)
In realtà il quadro di diffuse devastazioni descritto dallo spesso inaccurato Fredegario (che infatti colloca erroneamente gli avvenimenti nell'anno 630), con incendi, devastazioni, riduzione in schiavitù della popolazione, distruzione delle mura e declassamento da città a villaggi dei centri conquistati, è stato ridimensionato dalla storiografia moderna, che lo ritiene frutto per lo più della sorpresa dei testimoni, che dopo un quarantennio di relativa pace dovettero tornare ad assistere alle asperità belliche; la riduzione in schiavitù, in particolare, risulta del tutto incompatibile con le modalità dell'insediamento longobardo in Italia, a settant'anni dalla conquista, tanto che non esiste alcuna altra testimonianza in merito a tale pratica. Anche gli esiti degli scavi archeologici sembrano sconfessare il quadro di devastazioni descritto da Fredegario: da quanto risulta dai dati archeologici, solo Albenga sembrerebbe essere stata pesantemente devastata e incendiata durante la conquista longobarda del 643, mentre altre città liguri, come Luni, Savona e Ventimiglia, non sembrerebbero aver subito danni rilevanti durante la transizione dal dominio bizantino a quello longobardo, in quanto i danni attestati dagli scavi sarebbero da attribuire alle invasioni barbariche del V secolo e non alla conquista longobarda del VII secolo.